# S:t Lars kyrkokör
S:t Lars kyrkokör var en blandad kör i Linköpings S:t Lars församling, Linköping som bildades senast 1929.